# Viorne comestible
«  Viburnum edule » redirige ici. Pour les autres significations, voir Viburnum edule (homonymie).
Espèce
Classification APG III (2009)
La Viorne comestible (Viburnum edule) est une espèce d'arbrisseaux de la famille des Caprifoliaceae selon la classification classique de Cronquist (1981) ou de la famille des Adoxaceae selon la classification phylogénétique (APG III). On la trouve en Amérique du Nord.
Elle est aussi connue sous le nom de pimbina.
Son fruit au goût âpre s'emploie essentiellement  dans les confitures et la gelée ou sous forme de jus ou de vin. Au Canada, le sirop peut être dégusté sur un lit de neige comme le sirop d'érable.